# 奈良县旗
奈良县旗（日语：／ Narakenki），是日本的47面都道府县旗之一。该条目是对奈良县旗以及奈良县章的解说。

## 概要
奈良县旗于1968年3月1日的第536号县告示上制定。
县章源自片假名“ナ”，外圆象征大和的自然，内圆象征与自然和谐相处的精神。横轴则表示奈良县政治水准的发展与进步。县旗的中央图案是苏芳色，底色是白色。

## 脚注
1. ↑  . 奈良県. （原始内容存档于2016-03-04） （日语）.